# Livet-sur-Authou
Livet-sur-Authou é uma comuna francesa na região administrativa da Normandia, no departamento de Eure. Estende-se por uma área de 3,94 km². Em 2010 a comuna tinha 156 habitantes (densidade: 39,6 hab./km²).